# Obertura sil·làbica
Dins l'estructura de la síl·laba, l'obertura sil·làbica és constituïda pels elements que precedeixen la vocal nuclear. La posició d'obertura és el lloc que ocupen preferentment les consonants en les estructures sil·làbiques, a diferència de la posició de coda sil·làbica, i hom considera que qualsevol so que aparegui en aquesta posició és consonàntic. Aquesta posició l'ocupen sons articulatòriament consonàntics, com també les semivocals [j] i [w]. Així, es considera que a les síl·labes [pa] o [ja], els sons [p] i [j] en constitueixen l'obertura.
La posició d'obertura és fortament estable i, en conseqüència, no és habitual que les consonants en aquesta posició pateixin canvis en la seva articulació.

## En català
En català hi ha molt pocs processos fonològics que afectin consonants en obertura. Destaquen els següents:
- Aproximantització d'oclusives sonores
- Palatalització d'oclusives velars
- Rotacismes
- Lateralitzacions